# Joya de Charapio
Joya de Charapio är en ort i Mexiko.   Den ligger i kommunen Tacámbaro och delstaten Michoacán de Ocampo, i den södra delen av landet, 240 km väster om huvudstaden Mexico City. Joya de Charapio ligger 2 075 meter över havet och antalet invånare är 112.
Terrängen runt Joya de Charapio är huvudsakligen kuperad, men österut är den bergig. Terrängen runt Joya de Charapio sluttar söderut. Runt Joya de Charapio är det ganska tätbefolkat, med 65 invånare per kvadratkilometer. Närmaste större samhälle är Tacámbaro de Codallos, 11,5 km sydväst om Joya de Charapio. I omgivningarna runt Joya de Charapio växer huvudsakligen savannskog.